# Jamil Mahuad

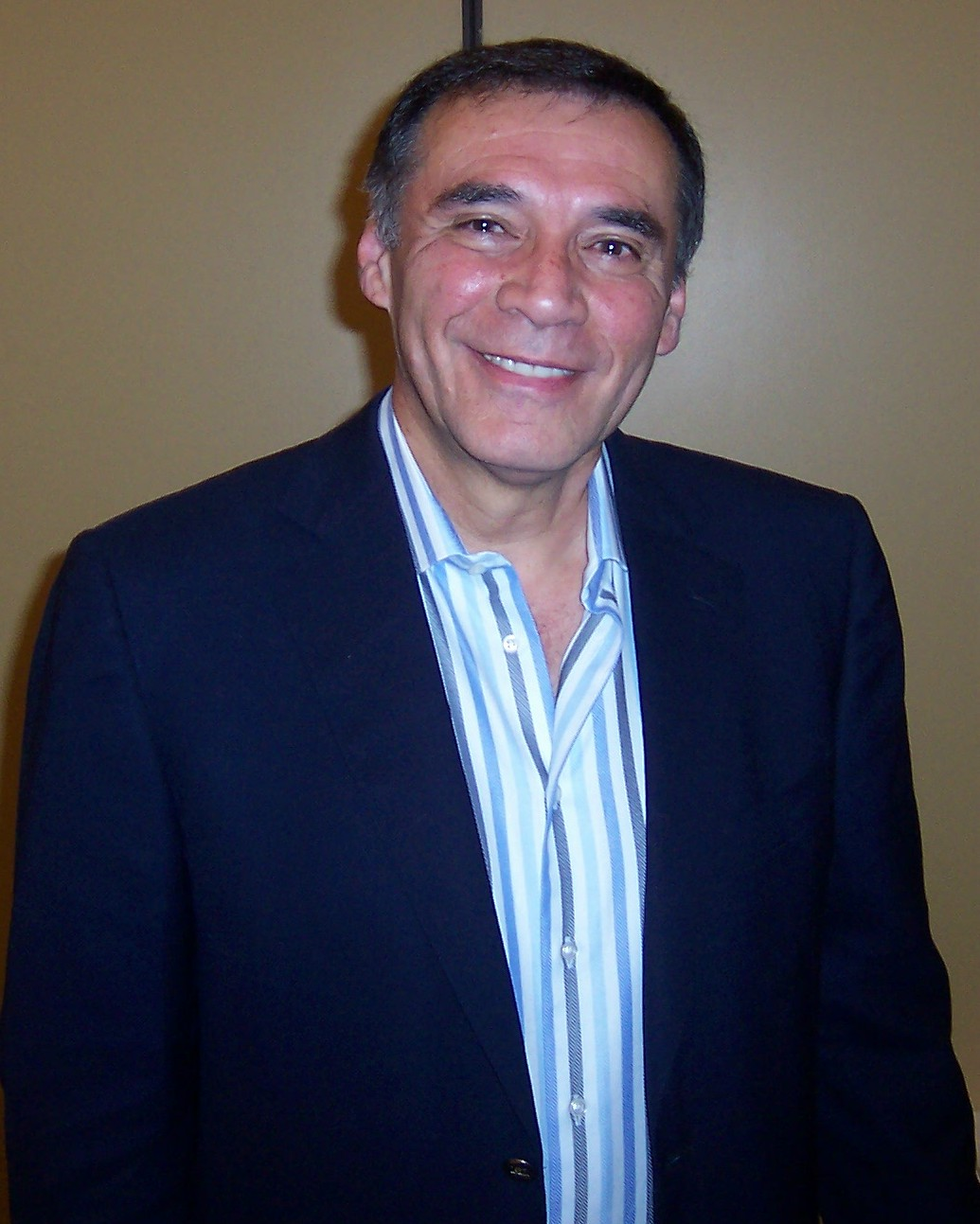
Jamil Mahuad (2007)

Jorge Jamil Mahuad Witt (* 29. Juli 1949 in Loja, Ecuador) ist ein ecuadorianischer Rechtsanwalt und Politiker. Er war vom 10. August 1998 bis zum 21. Januar 2000 Präsident seines Landes, bis er durch einen Putsch gestürzt wurde. Er war politischer Führer der christlich-demokratischen Partei Democracia Popular und vor seiner Präsidentschaft unter anderem Parlamentsabgeordneter und Bürgermeister der Hauptstadt Quito.

## Leben

### Herkunft, Ausbildung und Werdegang bis 1998
Jamil Mahuads Vater Antonio Mahuad Chalela hatte libanesische, seine Mutter Rosa Witt García deutsche Vorfahren. Er besuchte Schulen der Salesianer Don Boscos und der Jesuiten in Loja und Quito und studierte Rechtswissenschaft an der Päpstlichen Universität Quito, wo er 1978 zum Doktor der Rechtswissenschaften promovierte.
Mahuad arbeitete als Lehrer und Manager eines Staatsunternehmens, bevor ihn Präsident Osvaldo Hurtado 1983 zum Arbeitsminister ernannte. Mit der Amtsübernahme des neuen Präsidenten León Febres Cordero verlor er dieses Amt.
1986 wurde Mahuad erstmals für Hurtados Partei Democracia Popular in den Nationalkongress gewählt. 1988 trat er bei den Präsidentschaftswahlen an, belegte aber lediglich den fünften Platz hinter Rodrigo Borja (ID), Abdalá Bucaram (PRE), Sixto Durán Ballén (PSC) und dem Militär Frank Vargas. Während seiner anschließenden politischen Auszeit erwarb er einen Master in Öffentlicher Verwaltung an der John F. Kennedy School of Government der Harvard University.
1990 wurde er erneut in den Nationalkongress gewählt und 1992 zum Bürgermeister der Hauptstadt Quito. Während seiner Amtszeit erhielt Quito als neues öffentliches Verkehrsmittel eine Trolebus genannte Oberleitungsbuslinie. Mahuad wurde durch die Verbesserung der öffentlichen Dienstleistungen zu einem auch auf nationaler Ebene geachteten Politiker. 1997 war er einer der Anführer des öffentlichen Widerstandes gegen den Präsidenten Abdalá Bucaram, der schließlich gestürzt wurde.

### Präsidentschaft
Mahuad gewann die Stichwahl der Präsidentschaftswahlen des Jahres 1998 gegen den für die Partei Bucarams antretenden Álvaro Noboa knapp mit offiziell 51,16 zu 48,86 Prozent der Stimmen. Der unterlegene Noboa verlangte angesichts des knappen Ergebnisses eine Neuauszählung der Stimmen, die das Oberste Wahlgericht jedoch verweigerte. Daraufhin sprach Noboa von Wahlbetrug, ein Vorwurf der seither weder bewiesen noch widerlegt wurde.
Mahuads Amtszeit begann am 10. August 1998. Eine seiner ersten bedeutenden Amtshandlungen war die Unterzeichnung eines Friedensvertrages mit dem Nachbarland Peru am 26. Oktober 1998, der jahrzehntelangen latenten Konflikten ein Ende setzte, die zuletzt 1995 zum Cenepa-Krieg geführt hatten.
Bald darauf geriet Mahuad jedoch zunehmend in die Kritik, insbesondere aufgrund seiner Währungspolitik. Das Land befand sich 1998 nach politischer Instabilität und durch El Niño verursachte Naturkatastrophen in einer Rezession. Der Staatshaushalt wies ein hohes Defizit auf.
Die Möglichkeit der Steuererhöhung war Mahuad zunächst verstellt, da sein Koalitionspartner, die Sozialchristliche Partei (PSC), diese kategorisch ablehnte. Angestrebte und unternommene Reformen in der Struktur der Staatsausgaben und zu deren finanzieller Konsolidierung zeigten erwarteterweise keine kurzfristigen Wirkungen. Stattdessen wurde eine Steuer von 1 % auf Finanztransaktionen eingeführt.
Dies hatte eine Tendenz zur Kapitalflucht insbesondere von Dollaranlagen zufolge. Die Tendenz, Geldanlagen in US-Dollar zu tätigen, verstärkte sich zusätzlich und trug zu einem dauerhaften Abwertungsdruck auf die ecuadorianische Währung, den Sucre, bei, den die Zentralbank durch den Verkauf von Devisenreserven zu lindern versuchte. Die Zentralbank gab angesichts des Inflationsdrucks und der Gefahr wirtschaftlicher Destabilisierung am 11. Februar die bisher verfolgte Anbindung des Sucre vor allem an den US-Dollar auf und ermöglichte die Abwertung. Im März 1999 jedoch waren die Währungsreserven auf historischem Tiefstand, wodurch gleichzeitig die Ausgabe neuer Sucres und damit die Möglichkeit, Geschäftsbanken Kredite zu ermöglichen, paralysiert war.
Während dieser Zeit kam es im Zusammenhang der Währungsdestabilisierung und der Kapitalflucht zum Bankrott einiger Großbanken, weitere Banken und Finanzdienstleister gerieten in finanzielle Probleme. Die Regierung Mahuad griff zu dem Mittel, alle Bankguthaben im Gegenwert von mehr als 500 US-Dollar für ein Jahr einzufrieren, um zu verhindern, dass Sparer in hohem Maße ihre Guthaben auflösten; zudem wurden Bankfeiertage dekretiert. Um in finanzielle Probleme geratene Banken und die bei ihnen bestehenden Einlagen zu retten, erhielten diese weitere Kredite aus öffentlichen Mitteln, mit denen sie insbesondere Dollars kauften, um ihre Kredite im Ausland zu decken.
Dennoch brachen weitere Banken zusammen. Die Regierung richtete eine Bankguthaben-Garantieagentur ein, die jedoch nur unzureichend funktionierte. Die Kunden erhielten von Finanzministerium und Garantieagentur Guthaben-Bons, die in Sucre ausgestellt waren, und letztlich zu einer Zunahme der Geldmenge und weiter steigenden Inflationsraten beitrugen, wodurch die Krise des Finanzsystems sich zu einer realwirtschaftlichen Depression ausweitete. Viele insbesondere kleine Sparer verloren hierbei große Teile ihres Vermögens, das durch Bankenpleite, Inflation und Abwertung des Sucre wertlos wurde. Analysten kamen anschließend zu dem Ergebnis, die auf die Bankenrettung ausgerichteten Maßnahmen hätten schließlich die allgemeine Wirtschaftskrise und die Bankenkrise noch verstärkt.
Ende Dezember 1999 hatte die Inflation ein solches Ausmaß erreicht, dass Mahuad am 9. Januar 2000 die Abschaffung des Sucre und die Einführung des US-Dollar als Währung in Ecuador ankündigte. Der Wechselkurs zum US-Dollar war innerhalb eines Jahres von 4.500 auf 25.000 Sucre pro Dollar gefallen. Zu letzterem Kurs wurde letztlich der Dollar eingeführt.
Mahuad wurde am 21. Januar 2000 durch einen Putsch gestürzt, dem Massendemonstrationen insbesondere von Indígena-Verbänden vorausgegangen waren. Hierzu trug auch bei, dass die Regierung Mahuad bereits zu Beginn ihrer Amtszeit einen Teil der Energiesubventionen abgeschafft hatte, die vor allem unteren und mittleren Bevölkerungsschichten zugutegekommen waren. Zunächst nahm ein Triumvirat aus dem Oberst Lucio Gutiérrez, dem Vorsitzenden des Indígena-Verbandes CONAIE Antonio Vargas und dem ehemaligen Obersten Richter Carlos Solórzano die Macht, die schließlich an den bisherigen Vizepräsidenten Gustavo Noboa übertragen wurde.

### Wissenschaftler in den USA
Mahuad verließ das Land und ließ sich in Boston nieder. Von April bis Dezember 2000 war er dort Fellow am Institute of Politics der Harvard University. Seit Januar 2001 hat er dieselbe Position am Center for Public Leadership der Kennedy School of Government an derselben Universität inne, seit Juli 2002 ist er gleichzeitig Fellow des Verhandlungsprogramms der Harvard Law School.
Er war ferner Gastprofessor oder Gastdozent und hielt Vorträge über Politische Ethik und Regierungsstudien an verschiedenen Universitäten in der Umgebung von Boston (MIT, Boston University, Tufts University, Northeastern University) und in den Vereinigten Staaten (u. a. Yale University, University of Pennsylvania, University of Notre Dame, Santa Clara University). In den Jahren 2004/05 war er Lehrbeauftragter für Handlungskompetenz an der Universität St. Gallen.

### Gerichtsverfahren in Ecuador
In Ecuador waren gegen ihn einige Verfahren anhängig, die vor allem mit dem Einfrieren der Bankguthaben zusammenhingen. Die zweite Strafkammer des Obersten Gerichtshofs stellte die Verfahren gegen ihn am 6. Juni 2006 vorläufig ein. Daraufhin erstatteten am 20. Juli 2006 unabhängig voneinander, aber beinahe zeitgleich Vertreter der Bürgerorganisation Ciudadanos Pro País und der damalige Präsidentschaftskandidat Rafael Correa Anzeige wegen Verbrechen gegen die Menschlichkeit nach Artikel 7.1. des Rom-Statuts, da das Einfrieren und die Wertverluste der Bankguthaben hohes menschliches Leid verursacht hätten. Im Fall Correas deutete die Presse die Anzeige als Wahlkampfmanöver. Dennoch wurde der Prozess wieder aufgenommen, wird allerdings nicht vor der Strafkammer, sondern vor der Kammer für Verwaltungsstreitigkeiten verhandelt. Am 21. Oktober 2008 klagte der ecuadorianische Generalstaatsanwalt Washington Pesántez Mahuad dort wegen Missbrauchs öffentlicher Gelder (span. abuso de fondos públicos) an. 2014 wurde er in Abwesenheit zu einer Gefängnisstrafe von 12 Jahren wegen Unterschlagung verurteilt.